# Sân bay Xuân Lộc
Sân bay Xuân Lộc được xây dựng từ những năm 1966 và được sử dụng bởi lực lượng tác chiến đặc biệt số 5(5th Special Forces Detachment AB 31). Sân bay tọa lạc tại vị trí tọa độ 10°55′17″N 107°15′20″E, cao hơn 160m so với mực nước biển.

## Lịch sử
Sân bay quân sự dã chiến này có 1 đường băng dài 1.067m bằng bê tông nhựa đường (asphalt), được quân đội Mỹ và VNCH sử dụng từ năm 1966 đến 1975. Sau khi quân đội Mỹ rút khỏi miền Nam Việt Nam, căn cứ này được bàn giao lại cho quân đội VNCH và sư đoàn 18 bộ binh VNHC sử dung. Căn cứ này được đặt làm sở chỉ huy trong suốt cuộc chiến 12 ngày đêm từ ngày 9/4/1975 cho đến khi Long Khánh được giải phóng.

Ngày nay sân bay này đã bị bỏ hoang và trưng dụng trở thành công viên, nhà cửa, quán xá của chính quyền và người dân địa phương thành phố Long Khánh.